# بخش قصابه
بخش قصابه یکی از بخش‌های شهرستان مشگین‌شهر در استان اردبیل ایران است.

## جمعیت
براساس سرشماری مرکز آمار ایران در سال ۱۳۹۵، جمعیت بخش قصابه ۹۳۹۳ نفر بوده‌است.

## تقسیمات کشوری
بخش قصابه از دو دهستان تشکیل شده‌است:
- دهستان شعبان (مشگین‌شهر)
- دهستان مشگین غربی